# Marilla (nome)
Marilla  è un nome proprio di persona inglese femminile.

## Origine e diffusione
Si tratta di un diminutivo del nome Mary, oppure di un ipocoristico del nome Amaryllis. È in uso dal 1800, e gode di buona diffusione soprattutto in Canada.

## Onomastico
- Marilla è un nome adespota, ovvero privo di santa patrona. L'onomastico si può festeggiare il 1º novembre, festa di Ognissanti, oppure lo stesso giorno del nome Maria, ossia generalmente il 12 o l’8 settembre per la Chiesa cattolica e il 15 agosto per la Chiesa ortodossa.

## Il nome nelle arti
- Marilla Brown Hagen è la protagonista del film del 1957 La donna del destino, interpretata da Lauren Bacall.
- Marilla Cuthbert è un personaggio del romanzo di Lucy Maud Montgomery Anna dai capelli rossi ed i suoi seguiti.
- Marilla "Rilla" Shirley è un personaggio del romanzo di Lucy Maud Montgomery Rilla di Ingleside.
- Maryla, romanzo di Alois Jirásek